# Gabriele Zinani
Gabriele Zinani ou Ginani, né à Reggio d'Émilie en 1564 ou 1567 et mort après 1634, est un poète italien de la Renaissance.

## Biographie
Gabriele Zinani naît à Reggio au 16e siècle. Après avoir fait ses premières études, il est envoyé à Ferrare où il suit les leçons de Francesco Patrizi entre autres. Zinani semble d'abord prendre le parti des armes ; du moins on est certain qu'il assiste à quelques combats, et qu'il est enfermé dans Agria lorsque cette ville est assiégée par les Turcs en 1596. Il part à Naples deux ans après, logé chez le duc de Seminara, son Mécène : mais quoique ce seigneur a pour lui beaucoup d'égards, sa situation n'en est guère plus heureuse, puisqu'on apprend, par une de ses lettres, qu'il est obligé de demander de l'argent au duc de Guastalla pour faire imprimer l'un de ses ouvrages (l'Arte del segretario). Il n'en reçoit que des compliments et des promesses et, lassé d'attendre, il quitte Naples pour Rome, où il est admis en 1602 à l'Accademia degli Umoristi. Il part ensuite pour Venise ; mais en passant à Reggio, il s'y arrête quelque temps pour voir ses parents ; et ayant fait aux magistrats un tableau fidèle de sa misère, il en reçoit un présent pour l'aider à publier son Eracléide. Zinani prend le titre de seigneur de Bellay, que lui confère l'empereur Ferdinand II, en récompense de la dédicace d'un de ses ouvrages (la Ragione di stato). Entre 1626 et 1627, il se trouve à Venise, où il édite un recueil de certains de ses écrits. Il vit encore en 1634, année où l'on perd toute trace de lui. Le Tasse, Giambattista Marino, Baldassare Castiglione étaient de ses amis.

## Œuvres
Tiraboschi a inséré dans la Bibliot. modenese un article très-détaillé sur Zinani, suivi de la liste complète de ses ouvrages ; on se contentera d'en citer ici les principaux :
- Il Caride, favola pastorale, Parme, 1582, in-8°; édition corrigée, Reggio, 1590 ou 1591. Cette production se ressent de la jeunesse de l'auteur.
- L'Amerigo, traged., Reggio, 1590, in-8° ; Venise, 1627, in-12 : elle est citée par Tiraboschi comme une des meilleures tragédies publiées en Italie dans le 16e siècle ;
- l'Eracléide, poema, Venise, 1625, in-4°. C'est le sujet de la Croce racquistata de Bracciolini ; mais Zinani avait terminé son poème depuis plusieurs années lorsque Bracciolini publia le sien. On trouve à la suite quarante et une remarques critiques sur ce poème avec autant de réponses, sous le nom de Vincenzo A. Sorella. Tiraboschi pense que Zinani est l'auteur des remarques et des réponses.
- Il segretario, diviso in sette libri, ibid., 1623, in-4° ;
- Il consigliere, ibid., 1625, in-4° ; traduit en latin par Ludwig von Hörnigk, Francfort, 1628 ;
- Della ragione di stato libri XII, ibid., 1626, in-4° ; trad. en latin par Hörnigk, Francfort, 1628, sous ce titre : De ratione optime imperandi et de statu reipublicæ ;
- Rime e prose, Reggio, s. d., deux parties, in-8°. Rime amorose, Venise, 1627; Rime sacre, ibid., 1627, in-12 ;
- Discorso della pastorale, ibid., 1627, in-12 ; l'auteur y relève plusieurs défauts de l'Aminte du Tasse ;
- une nouvelle édition de la Vie du Tasse par Manso, et quelques autres opuscules moins importants. Il se proposait de publier Gli elogi de gli illustri Reggiani ; mais cet ouvrage n'a point été achevé.